# جان ترتل وود
جان ترتل وود (انگلیسی: John Turtle Wood)

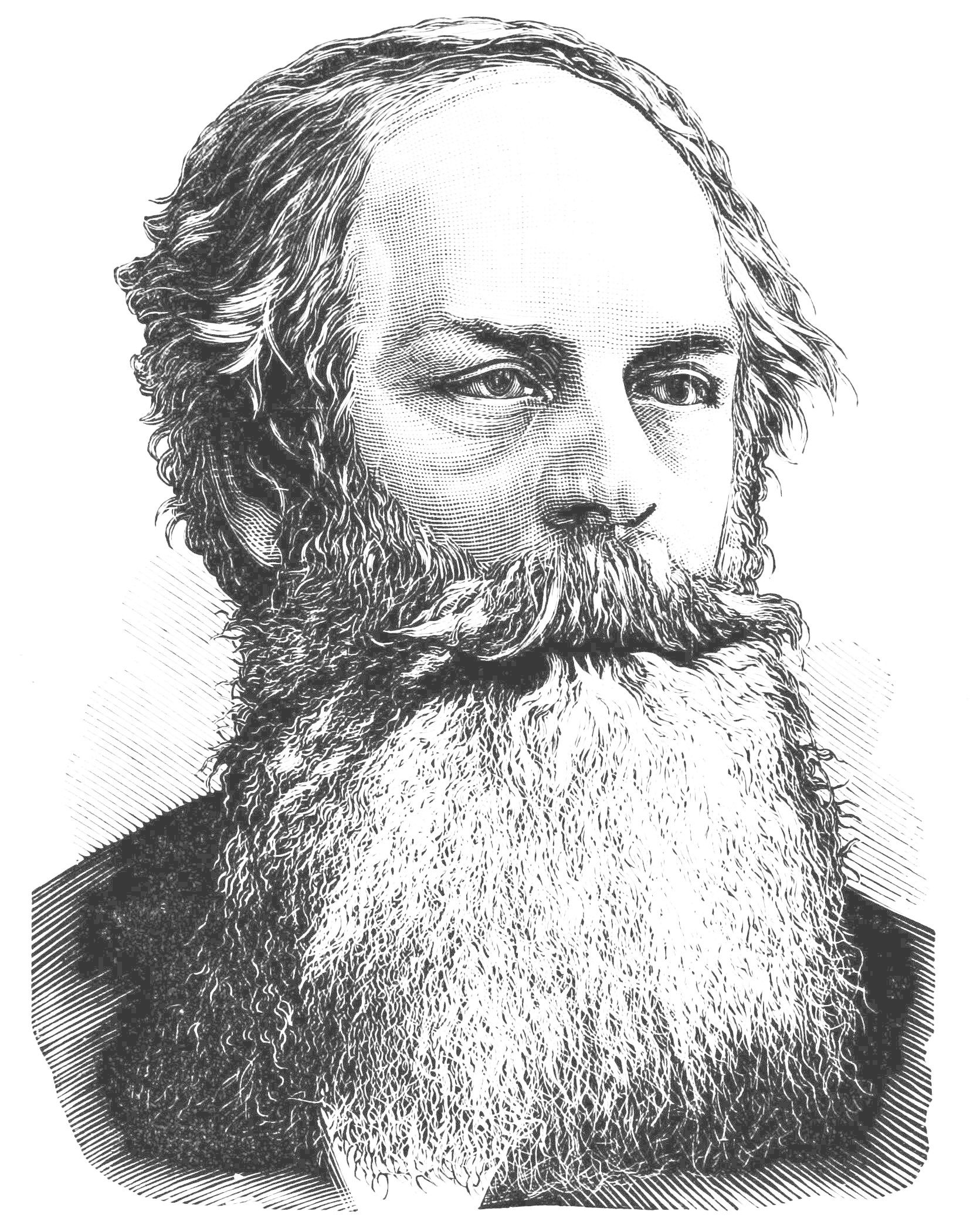
نگارهٔ جان ترتل وود در سال ۱۸۷۵

(۱۳ فوریه ۱۸۲۱–۲۵ مارس ۱۸۹۰)، معمار، مهندس و باستان‌شناس انگلیسی است. او کاشف معبد آرتمیس در شهر باستانی افسوس است.